# 高温工学試験研究炉
高温工学試験研究炉 (High Temperature engineering Test Reactor:HTTR) とは、日本原子力研究所（現 : 日本原子力研究開発機構）が茨城県大洗町に建設した研究用原子炉である。炉の形式は、冷却材としてヘリウムを利用した黒鉛減速ガス冷却炉である。IS法による熱化学水素製造の研究を行う。この形式の高温ガス炉としては日本唯一であり、3万キロワットの熱出力により950℃のガスを生み出し、原子力発電は行わない。燃料集合体は、ペブルベット型とは異なる六角柱型となっている。

## 沿革
1998年11月10日初臨界を達成した。また1999年に定格出力30MWを達成した。2004年には950℃の原子炉出口冷却材温度を達成している。
また、固有の安全性を実証するため、冷却材流量低下試験等も行われている。
2013年、この炉の技術を元にカザフスタンのクルチャトフに高温ガス炉による熱併給発電所を建設する検討が進められている。
2011年1月から2021年7月29日まで運転を休止していたが、同月30日に再開した。
2024年、安全性実証試験に成功、原子炉出力100%の運転中に原子炉を冷却できない状況を引き起こしても、自然に原子炉出力が低下し、安定な状態を維持することを確認した。